# Bruce Lee
Lee Jun-fan, bedre kendt som Bruce Lee (kinesisk: 李振藩; Kantonesisk: Léi Janfàan) (født 27. november 1940, død 20. juli 1973) var en amerikansk-født kinesisk skuespiller, filminstruktør og kampsportsudøver. Han var en af de mest indflydelsesrige personer nogensinde indenfor kampsport, og opfandt sin egen kampkunst kaldet Jeet Kune Do, baseret på Wing Chun systemet, som han lærte som elev af Ip Man. Jeet Kune Do har i dag mange udøvere.
Bruce Lee døde, da han var i gang med at efterspeake filmen Enter the Dragon. Han døde efter han havde fået en hovedpinepille, og havde lagt sig til at hvile. Nogle mener, at det var en allergisk reaktion overfor en bestemt type af hovedpinepiller, som han ikke kunne tåle.[kilde mangler]

## Film
Bruce Lee har medvirket i en række asiatiske film lige siden han var barn. Dette var dog med små roller, og han blev først rigtig kendt efter sine hovedroller i følgende film:
- The Big Boss (1971)
- Fist of Fury (1972)
- Way of the Dragon (1972)
- Enter the Dragon (1973)
- Game of Death (1979)

## Popularitet
Den dag i dag har Bruce Lee stadig mange fans. Hans popularitet har også kunnet ses i den moderne medieverden, med utallige dokumentarer, film og andet baseret på ham. Marshall Law og Forrest Law fra Tekken-universet er også tydeligvis baseret på Bruce Lee. En række større danske modemagasiner har i 2011 lavet store artikelserier om ham – herunder fx Euroman.
I filmen Dragon: Legenden om Bruce Lee (1993), der er baseret på hans liv, spilles han af Jason Scott Lee.